# 瓦斯兰
瓦斯兰（法語：Vasselin，法語發音：[vaslɛ̃]）是法国伊泽尔省的一个市镇，属于拉图尔迪潘区。

## 地理
瓦斯兰（45°37'51"N, 5°27'15"E）面积3.85 平方千米，位于法国奥弗涅-罗讷-阿尔卑斯大区伊泽尔省，该省份为法国东南部内陆省份，北起顺时针与安省、萨瓦省、上阿尔卑斯省、德龙省、阿尔代什省、卢瓦尔省和罗讷省。
与瓦斯兰接壤的市镇（或旧市镇、城区）包括：多洛米约、圣索尔兰-德莫雷斯泰勒、韦兹龙斯-屈尔坦、维尼约。

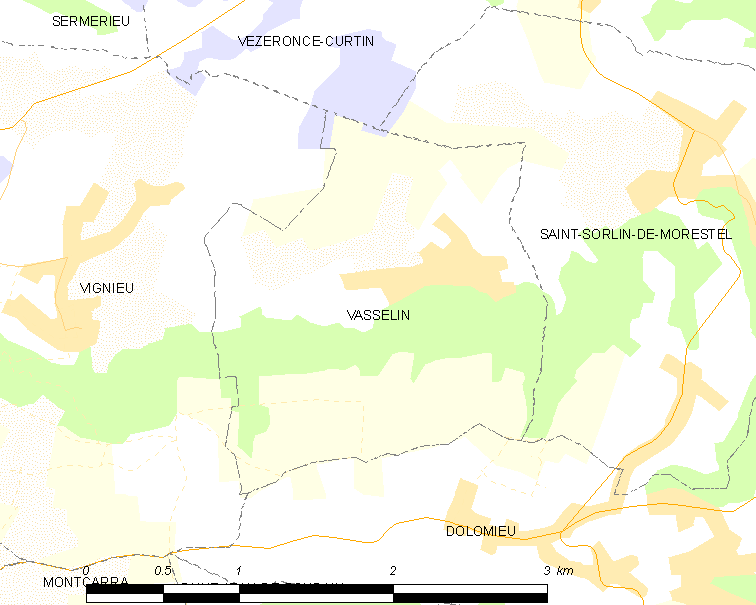
瓦斯兰的OSM定位图

瓦斯兰的时区为UTC+01:00、UTC+02:00（夏令时）。

## 行政
瓦斯兰的邮政编码为38890，INSEE市镇编码为38525。

## 政治
瓦斯兰所属的省级选区为莫雷斯泰勒县。

## 人口

1962-2008年间瓦斯兰人口变化图示

瓦斯兰于2022年1月1日时的人口数量为462人。